# Nguyên lý tương đối Galileo
Trong cơ học cổ điển, nguyên lý tương đối Galileo Galilei phát biểu rằng, bằng các thí nghiệm cơ học thực hiện trên một hệ quy chiếu đang chuyển động thẳng đều với một hệ qui chiếu lấy làm mốc khác, người ta không thể phát hiện được hệ qui chiếu của mình đứng yên hay chuyển động thẳng đều so với hệ quy chiếu mốc. Ví dụ: trong một toa tàu chuyển động thẳng đều so với mặt đất, tất cả các thí nghiệm cơ học vẫn xảy ra đúng như khi chúng được thực hiện trên mặt đất.
Nói một cách khác, tất cả định luật cơ học là như nhau trong các hệ quy chiếu chuyển động thẳng đều so với nhau. Như vậy, chuyển động thẳng đều là chuyển động có tính tương đối.
Nguyên lý này lần đầu tiên được Galileo Galilei phát biểu vào năm 1632. Sau này Albert Einstein đã mở rộng nguyên lý này ra thành một tiên đề của lý thuyết tương đối.

## Phép biến đổi Galileo
Phép biến đổi Galileo là cách xác định các đại lượng cơ học liên quan đến một vật thể trong một hệ quy chiếu chuyển động đều so với một hệ quy chiếu lấy mốc, khi các đại lượng này đã được biết ở trong hệ quy chiếu gốc.

### Ví dụ
Xét hệ qui chiếu S' chuyển động với vận tốc v so với hệ S. Giả sử vật đứng yên đối với hệ S và có tọa độ là {x,y,z} trong Không gian Euclide 3 chiều. Ban đầu, tại thời điểm {\displaystyle t=0} gốc tọa độ của hệ S và S' trùng nhau. Sau đó hệ S' di chuyển dọc theo trục {\displaystyle x} với vận tốc {\displaystyle v}. Như vậy tại thời điểm {\displaystyle t}, các tọa độ của vật trong hai hệ qui chiếu liên hệ với nhau bởi hệ thức:
{\displaystyle x'=x-vt},
{\displaystyle y'=y},
{\displaystyle z'=z}.
Giả sử trong hệ S' vật chịu tác dụng của lực F'. Theo định luật 2 Newton, phương trình chuyển động của hệ có dạng:
{\displaystyle F'_{x}=m{\ddot {x'}}},
{\displaystyle F'_{y}=m{\ddot {y'}}},
{\displaystyle F'_{z}=m{\ddot {z'}}}.
Sử dụng phép biến đổi Galieo ta được
{\displaystyle m{\ddot {x'}}=m{\ddot {x}}},
{\displaystyle m{\ddot {y'}}=m{\ddot {y}}},
{\displaystyle m{\ddot {z'}}=m{\ddot {z}}}.
Ta thấy các phương trình chuyển động của vật trong hệ qui chiếu S cũng giống hệt như trong hệ qui chiếu S'. Như vậy, định luật 2 Newton bất biến với phép biến đổi Galileo.

### Tính chất
Phép biến đổi Galileo phù hợp với nguyên lý tương đối Galileo, các định luật của cơ học cổ điển là không thay đổi qua các biến đổi Galileo đồng thời như nhau trong các hệ quy chiếu chuyển động đều so với nhau.